# Национални савет српског народа
Национални савет српског народа је извршни орган Свесрпског сабора, чије је оснивање предвиђено другом тачком Декларације о заштити националних и политичких права и заједничкој будућности српског народа која је усвојена на првом сабору 8. јуна 2024. у Београду.
Национални савет је задужен за координацију, праћење и извршавање аката Свесрпског сабора, као и сопствених аката.

## Структура
У трећој тачки Декларације о заштити националних и политичких права и заједничкој будућности српског народа наведено је да Национални савет српског народа чине:
| Име и презиме                       | Име и презиме    | Функција                                                 |
| ----------------------------------- | ---------------- | -------------------------------------------------------- |
|                                     | Александар Вучић | Председник Републике Србије                              |
|                                     | Милорад Додик    | Председник Републике Српске                              |
| Представник Сената Републике Српске | Милорад Додик    |                                                          |
|                                     | Ана Брнабић      | Председник Народне скупштине Републике Србије            |
|                                     | Ненад Стевандић  | Председник Народне скупштине Републике Српске            |
|                                     | Милош Вучевић    | Председник Владе Републике Србије                        |
|                                     | Радован Вишковић | Председник Владе Републике Српске                        |
|                                     | Марко Ђурић      | Министар спољних послова Републике Србије                |
|                                     | Зоран Кнежевић   | Председник Српске академије наука и уметности            |
|                                     | Рајко Кузмановић | Председник Академије наука и умјетности Републике Српске |
|                                     | Драган Станић    | Председник Матице српске                                 |

Истом тачком је одређено да Свесрпски сабор консензусом у састав Националног савета српског народа именује и представнике српског народа из Црне Горе, Федерације БиХ, Северне Македоније, Хрватске, Словеније, представнике српског народа из Европе, Африке, Азије, Северне и Јужне Америке, Аустралије, те истакнуте научнике, уметнике, предузетнике, спортисте и националне раднике.